# Клинково (Смоленская область)
Клинко́во — деревня в Смоленской области России, в Сафоновском районе. Население — 17 жителей (2007 год) . Расположена в центральной части области в 29 км к северо-востоку от города Сафоново, в 20 км севернее автодороги М1 «Беларусь», на берегу реки Соля. В 24 км севернее от деревни железнодорожная станция О.п. 300-й км на линии Москва — Минск. Входит в состав Казулинского сельского поселения.

## История
Населённый пункт Клинково можно найти на карте Смоленской губернии 1773 года. 
Перед войной действовал колхоз Динамо. 
В годы Великой Отечественной войны деревня была оккупирована гитлеровскими войсками ( части укомплектованные финнами) в сентябре 1941 года, освобождена 27 марта 1943 года.